# Felix Boehm (Mediziner)
Felix Boehm (* 25. Juni 1881 in Riga; † 20. Dezember 1958 in Berlin) war ein deutschbaltischer Nervenarzt und Psychoanalytiker, der von 1933 bis zu seiner Amtsenthebung 1938 und von 1950 bis 1958 Vorsitzender der Deutschen Psychoanalytischen Gesellschaft (DPG) war.

## Leben

### Bis 1933
Felix Boehm studierte nach Beendigung der Realschule zunächst Maschinenbau am Polytechnikum Riga, wo er Mitglied des Corps Rubonia wurde. 1902 ging er nach München. Das Abitur legte er 1906 in Bern und am Realgymnasium Düren ab. Die Psychoanalyse lernte Boehm 1906–1907 durch Sigmund Freuds Schrift Zur Psychopathologie des Alltagslebens (1901) kennen.
Bis 1912 studierte er Medizin in Universität Genf, der Albert-Ludwigs-Universität Freiburg und der Ludwig-Maximilians-Universität München. In München als Assistent von Emil Kraepelin und Richard Cassirer spezialisierte er sich zum Psychiater und Neurologen.
Boehm fragte 1914 zuerst bei Sigmund Freud nach, eine Lehranalyse absolvieren zu können, entschied sich aber dann für die Wiederaufnahme seiner Analyse bei Eugénie Sokolnicka. Er heiratete in München 1904 Adeline Baronesse von Tiesenhausen, wurde geschieden und heiratete 1914 Marie Elsbeth Welsch. Er hatte zwei Töchter, welche er später bei Melanie Klein zu Kinderanalyse gab. Im Ersten Weltkrieg meldete er sich 1914 freiwillig und war bis 1918 bayrischer Stabsarzt und psychiatrischer Gutachter am Kriegsgericht in Germersheim.
Ab 1919 praktizierte er in Berlin in einer eigenen Praxis als Nervenarzt und schloss seine psychoanalytische Ausbildung bei Karl Abraham am 1920 gegründeten Berliner Psychoanalytischen Institut (BPI) ab. Ab 1920 begann er mit der Publikation einer mehrteiligen Artikelserie „Beiträge zur Psychologie der Homosexualität“ in der Internationalen Zeitschrift für Psychoanalyse.
1922 promovierte er in Kiel über Zwei Fälle von arteriosklerotischem Irresein und wurde 1923 Dozent am BPI. Als Verwalter des dortigen Stipendienfonds veruntreute er Gelder, um sie anzulegen, was zu einem Engpass bei der Auszahlung der Stipendien führte.
Ab 1928 studierte er Völkerkunde an der Berliner Universität, woraufhin er gemeinsam mit Eckardt von Sydow Seminare in diesem Fach abhielt.

### Von 1933 bis 1945
Nach der Machtübernahme der Nationalsozialisten wurde 1933 im Zuge der Judenverfolgung der Vorstand der DPG unter dem Vorsitz von Max Eitingon abgelöst. Neuer Vorsitzender wurde Boehm, mit Carl Müller-Braunschweig als seinem Stellvertreter. Noch 1945 sagte Boehm, „daß er persönlich unter dem Übergewicht der Juden im alten Institut immer gelitten habe“. Im Frühjahr 1936, nach der Vertreibung der Juden, vereinbarte Boehm, die Vertreter des Berliner Psychoanalytischen Instituts (BPI) in einem neuen Institut, geleitet von Matthias Heinrich Göring, zu vereinigen. 1936 wurde die DPG umbenannt in „Arbeitsgruppe A“ im „Deutschen Institut für psychologische Forschung und Psychotherapie“, an welchem Boehm Dozent und Schriftführer wurde. Im Zuge der Entmachtung von Müller-Braunschweig 1938 wurde auch Boehm die Erlaubnis zur Durchführung von Lehranalysen entzogen, wobei der alte Fall seiner finanziellen Veruntreuungen aus den 1920er Jahren wieder eine Rolle spielte. Boehm blieb aber Leiter der Abteilung „Katamnesen“ an der Poliklinik des Institutes und ab 1939 einer Forschungsgruppe zur Homosexualität. Zwischen 1941 und 1945 war er im Zweiten Weltkrieg als Sanitätsoffizier in der Wehrmacht Gutachter zur Beurteilung von sogenannten Wehrkraftzersetzern, Simulanten und Homosexuellen, und fällte dabei häufig Entscheidungen über das Lebensschicksal der Betroffenen. 1944 verfasste Boehm [neue] Empfehlungen zur Begutachtung von Strafsachen wegen widernatürlicher Unzucht  mit.

### Ab 1945
Am von Harald Schultz-Hencke und Werner Kemper 1945 neugegründeten Institut für Psychopathologie und Psychotherapie (IPP) wurde Boehm Leiter der Unterrichtsabteilung und entwickelte ab 1949 einen Ausbildungsgang für Psychagogik. Nach der Neugründung der Deutschen Psychoanalytischen Vereinigung (DPV) wurde Boehm 1950 erneut Vorsitzender der DPG und blieb dies bis zu seinem Lebensende.

## Aussagen Boehms zur Homosexualität
Boehm sah beim Menschen die homosexuellen Triebe in polygamen Neigungen und die heterosexuellen Triebe in monogamen Neigungen begründet, was er auf ganze Völker und Bevölkerungsschichten verallgemeinerte und als fundamentales Prinzip postulierte. Homosexualität ist damit für ihn ein Zerfall der Sitten von der Mono- hin zur Polygamie. Er fasste zusammen:
„Der homosexuelle Mann verkehrt mit Hilfe einer polygamen Frau mit einem anderen Mann; letzten Endes mit Hilfe der Mutter mit dem Vater. Die homosexuelle Frau verkehrt mit Hilfe eines polygamen Mannes mit einer anderen Frau; letzten Endes mit Hilfe des Vaters mit der Mutter.“
Im Zusammenhang mit dem Fall eines Homosexuellen, der geträumt hatte, in einen großen anderen Penis zu koitieren, beschreibt Boehm die bei Männern auftretende, seines Erachtens krankhafte Vorstellung, in der Vagina einer Frau sei ein großer gefährlicher Penis verborgen. Boehm vermutet bei dieser Vorstellung einen ödipalen Wunsch, den väterlichen Penis in der Vagina der Mutter zu erreichen. Er hielt Homosexualität für kein konstitutionelles Phänomen, sondern ein rein „psychologisches Problem“
welches „heilbar“ sei, dies allerdings nur durch die Aufdeckung der Entwicklung aus einem normalen und einem invertierten Ödipuskomplex.
Bei Homosexuellen unterschied er zwischen den auf einer „analsadistischen“ und den auf einer „narzisstischen“ Entwicklungsstufe fixierten Fällen.

## Werke
- Zwei Fälle von arteriosklerotischem Irresein, Medizinische Dissertation, Kiel 1922
- mit Otto Fenichel und Wilhelm Reich: Über den Ödipuskomplex: 3 psychoanalytische Studien. Internationaler Psychoanalytischer Verlag, Wien 1931 (Digitalisat; aus Internationale Zeitschrift für Psychoanalyse, Bd. 17, 1931).
- Gehemmte Liebesfähigkeit: Eine entwicklungspsychologische Studie, Psyche, Berlin-Zehlendorf 1949 (aus: Der Mensch. Schriftenreihe für Psychologie und Psychotherapie)
- Deutsche Psychoanalytische Gesellschaft (Hrsg.): Schriften zur Psychoanalyse, Ölschläger, 1. Auflage München 1978, ISBN 3-88295-014-5